# Scutellaria vitifolia
Scutellaria vitifolia là một loài thực vật có hoa trong họ Hoa môi. Loài này được Brandegee miêu tả khoa học đầu tiên năm 1924.